# جوش جاكسون
جوش جاكسون (10 فبراير 1997 بسان دييغو في الولايات المتحدة - ) (بالإنجليزية: Josh Jackson)‏ هو لاعب كرة سلة أمريكي في مركزي مدافع مسدد الهدف وهجوم صغير الجسم. لعب مع فينيكس صنز وكانساس جايهوكس ‏.

## وصلات خارجية
- جوش جاكسون على موقع الاتحاد الدولي لكرة السلة (الإنجليزية)
- جوش جاكسون على موقع إن بي أي (الإنجليزية)
- جوش جاكسون على موقع سبورتس رفرنس (الإنجليزية)
- جوش جاكسون على موقع كرة السلة الأوروبية.كوم (الإنجليزية)
- جوش جاكسون على موقع إي إس بي إن.كوم (الإنجليزية)
- جوش جاكسون على موقع كلية كرة السلة في سبورتس رفرنس.كوم (الإنجليزية)
- جوش جاكسون على موقع ريلجم (الإنجليزية)
- جوش جاكسون على موقع بروبوليرز (الإنجليزية)
- جوش جاكسون على موقع سبورتس رفرنس (الإنجليزية)